# Neoechinorhynchus prochilodorum
Neoechinorhynchus prochilodorum är en hakmaskart som beskrevs av Brent B. Nickol och Vernon E. Thatcher 1971. Neoechinorhynchus prochilodorum ingår i släktet Neoechinorhynchus och familjen Neoechinorhynchidae. Inga underarter finns listade i Catalogue of Life.